# 田原春次
田原 春次（たはら はるじ、1900年（明治33年）7月28日 - 1973年（昭和48年）7月14日）は、日本の政治家、部落解放運動家。衆議院議員（7期）。

## 来歴
福岡県京都郡行橋町（現行橋市）の被差別部落の出身。田原寅次郎の長男。豊津中学校（現・育徳館高校）卒業後、早稲田大学に入学し学生団体 黎民創生会の一員として活動した。1922年、早稲田大学専門部法律学科を卒業。翌年渡米しミズーリ州立大学に留学。1924年、福岡日日新聞社に入り同社海外特派員として北米中米南米に滞在。
1928年、帰朝。同年4月東京朝日新聞社に転じ1930年8月まで在社。その後、全国大衆党に入党。機関誌主任になる。農民運動にも参加した。1937年の第20回衆議院議員総選挙で福岡県第4区から社会大衆党公認で立候補して衆議院議員に初当選。戦後は日本社会党の結成に参加し、1946年の第22回総選挙で再選されたが、その後、公職追放となる。追放解除後、1952年の第25回総選挙で福岡県第4区から出馬して再選され、以後、第27回、第29回から第31回総選挙まで再選され、衆議院議員に通算7期在任した。また。1960年から部落解放同盟福岡県連委員長を務めた。1969年に政界を引退。1973年に没した。

## 人物
宗教はキリスト教。趣味はスポーツ、映画、読書など。住所は福岡県北九州市門司区、東京都八王子市台町。

## 家族・親族
田原家
- 父・寅次郎[3][4]
- 妻・ハル子[3]あるいはハル[4]（1904年[3]あるいは1903年[4] - ？）
- 長女[3][9]
- 二女[3][9]
- 三女[4][9]
- 長男[3][9]
- 二男[4][9]
- 弟・吉川兼光（衆議院議員）[10]